# Liza with a Z
Liza with a ‘Z’. A Concert for Television (allg. oft nur Liza with a ‘Z’) ist ein Special des US-amerikanischen Fernsehsenders NBC aus dem Jahr 1972. Im Mittelpunkt dieser Show steht die US-amerikanische Sängerin und Schauspielerin Liza Minnelli, die im selben Jahr mit ihrer Hauptrolle in dem Musicalfilm Cabaret den internationalen Durchbruch feierte. Konzipiert wurde die Sendung auf der Musik der Cabaret-Schöpfer John Kander und Fred Ebb. Regie und Choreographie führte Bob Fosse, der auch schon bei dem Broadway-Musical Cabaret (1966/67) und seiner Verfilmung dafür verantwortlich gezeichnet hatte. Die Sendung ist den Genres der Personalityshow und des Konzertfilms zuzuordnen.

## Fernsehsendung
Gefilmt wurde Liza Minnellis Auftritt am 31. Mai 1972 im New Yorker Lyceum Theatre und unter dem Werbespruch als »das erste Konzert, das jemals vom Fernsehen gefilmt wurde« am 10. September 1972 auf dem Sender NBC ausgestrahlt.
Von anderen Fernsehspecials unterschied sich Liza with a ‘Z’ insofern, als es tatsächlich nur ein Live-Konzert war. Durch seine damals ungewöhnliche Inszenierung ging es in die Geschichte des US-Fernsehens ein.
Liza Minnelli, die sich im Verlauf des Konzerts in verschiedenen Kreationen des Modeschöpfers Halston präsentierte, avancierte mit dieser Show zu einer popkulturellen Medienikone. Sie war die erste Person, die am selben Tag gleichzeitig auf den Covern der Zeitschriften Time und Newsweek erschien. Begleitet wurde sie während ihrer Auftritte von mehreren Backgroundsängern, Tänzern, zwei Gitarristen, einem Keyboarder und einem Schlagzeuger. Musikalischer Koordinator war Marvin Hamlisch.
Die Show erntete einhellig begeisterte Kritiken, wurde jedoch nach 1973 nur noch zweimal im US-Fernsehen ausgestrahlt.
Auszeichnungen
- Emmy Awards 1973

Herausragende Leistung in der Choreographie (Bob Fosse)
Herausragende Leistung in der Musik, Texten und Spezialmaterial (Fred Ebb, John Kander)
Herausragende Regie-Leistung in Comedy, Varieté oder Musik (Bob Fosse)
Herausragende Einzelsendung – Varieté und Populärmusik (Bob Fosse, Fred Ebb, Liza Minnelli)
Kamera, Komposition und Drehbuch wurden ebenfalls für den Emmy nominiert.
- weitere Auszeichnungen

Der Film gewann 1972 den Peabody Award und den Directors Guild of America Award.

## Soundtrack
Konzipiert wurde Liza with a ‘Z’ auf Liedern des Musical-Duos Kander & Ebb, der Soundtrack ist insgesamt dem traditionellen Pop zuzurechnen. Allerdings fanden auch die R&B-Songs I Gotcha und Son of a Preacher Man Eingang in das Programm.
Parallel zur Show-Ausstrahlung im Fernsehen erschien am 10. September 1972 von Columbia Records das Album Liza with a ‘Z’, das Liza Minnelli ein Comeback in die Billboard 200 bescherte und mit einer Goldenen Schallplatte ausgezeichnet wurde. Es ist bis heute ihr kommerziell erfolgreichstes sowie auch in den Charts höchstplatziertes Album (US #19, UK #9).

### Tracks
1. Yes (Kander, Ebb) – 3:15
2. God Bless the Child (Herzog, Holiday) – 3:07
3. Say Liza (Liza with a ‘Z’) (Kander, Ebb) – 3:06
4. It Was a Good Time (Curb, David, Jarre) – 4:58
5. I Gotcha (Tex) – 3:44
6. Son of a Preacher Man (Hurley, Wilkins) – 3:25
7. Ring Them Bells (Kander, Ebb) – 5:41
8. Bye Bye Blackbird (Dixon, Henderson) – 3:57
9. You’ve Let Yourself Go (Aznavour) – 3:56
10. My Mammy (Donaldson, Lewis, Young) – 3:03
11. Cabaret Medley (Kander, Ebb) – 10:21
12. Bows (Gershwin, Gershwin, Kahn) – 0:30